# Çò des de Marianna
Çò des de Marianna és una casa d'Arties al municipi de Naut Aran (Vall d'Aran) inclosa en l'Inventari del Patrimoni Arquitectònic de Catalunya.

## Descripció
Habitatge de posició més aviat alta, constituït per dues "bòrdes" disposades en forma de "L" un cobert amb "comada", davant d'un pati clos que aprofita el mur posterior de Çò des de Nella; els "uarts" queden al darrere de les bordes. S'accedeix a l'havitatge mitjançant un portal de fusta, de dues fulles, que curiosament queda sota "l'horn de pan" de l'esmentada casa veïna.Just a l'entrada, a mà dreta encara s'hi reconeix l'edifici de la casa que més tard es convertí en la prolongació de la borda que hi ha a la vora.
La façana del que havia estat la casa i la de la borda que hi ha a continuació són orientades a migdia; en canvi, la borda principal mira cap a llevant. Ambdós edificis presenten cobertes d'encavallades de fusta i llosat de pissarra, de dos vessants, amb la "capièra" paral·lela a la façana.Enfront de la casa queda una gran "comada" o abeurador cobert amb una teulada d'estructura en fusta i pissarra. En la façana de la casa, vora d'on hi havia estat l'antiga porta d'accés compareix un bloc quadrangular amb la següent inscripció: INA. SI PORTOLA//1801//1817.

## Història
La casa Maria d'Arties surt documentada ja en la primera relació de caps de casa d'aquesta població (1313) Semblantment succeeix amb els Portalà, esmenats d'ençà de l'any 1266, i llinatge principal de Naut Aran. Més concretament, hi ha notícia d'un Ignasi Portalà com estudiant de Tredòs.